# Fast fashion

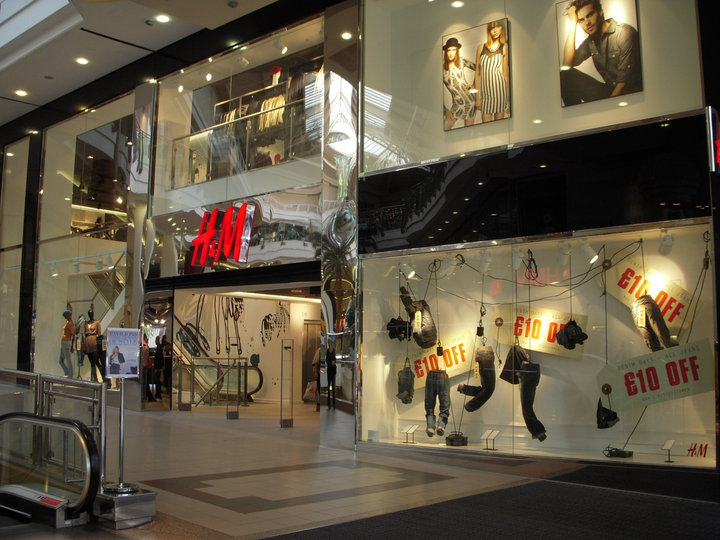
Výloha fast fashion řetězce H&M, lákající na levné a zlevněné oblečení

Fast fashion neboli rychlá móda je velmi levná a lehce dostupná móda, která se vyrábí v obrovském množství bez ohledu na životní prostředí či pracovní podmínky zaměstnanců. Jde o masovou výrobu oblečení za nízké ceny, nad kvalitou převažuje kvantita (množství). Tato filozofie rychlé výroby za dostupnou cenu se používá ve velkých maloobchodech, jako jsou například H&M, Zara, C&A, Shein, nebo Primark.
Za protiklad rychlé módy se považuje slow fashion neboli „pomalá móda“. Ta dává důraz na kvalitu, tradici, řemeslnou dovednost, udržitelnost, opětovné používání (oblečení z druhé ruky) či recyklaci. Slow fashion také vybízí k minimalismu, respektu k přírodě i lidským právům.

## Historie

### Původ
Rychlá móda je fenomén, který změnil způsob, jakým spotřebitelé po celém světě nakupují. Její rychlost vede k tomu, že spotřebitelé nepřemýšlí udržitelně, ale naopak si kupují oblečení z velké části jenom proto, že je levné, bez jakékoliv úcty, párkrát ho použijí a následně vyhodí nebo přidají do rostoucí hromady ve skříni. Velkým problémem je také zneužívání lidí, kteří toto oblečení šijí za velmi špatných podmínek, ať už je řeč o pracovní době či mzdě. 
Pojem fast fashion bývá někdy spojován s moderními značkami, jako je Zara či H&M, avšak ve skutečnosti se jedná o termín pro stále se rozvíjející výrobní systém, který má své kořeny v 19. století.

### 19. století – počátky fast fashion
Před rokem 1800 byla móda primitivním procesem, během kterého se lidé spoléhali na chov ovcí, aby z nich následně získávali vlnu a tkali ji do oděvů. Významným milníkem byla průmyslová revoluce, kdy cyklus módy nabral na obrátkách. Byly zavedeny nové technologie, mezi něž se řadí šicí stroje, továrny na konfekci či počátek masového prodeje oděvů. Tato inovace znamenala rychlý pokles cen oděvů, jejich příprava byla jednodušší a rychlejší, což vedlo k obrovskému rozmachu oděvní výroby. Začaly vznikat krejčovské podniky, které zaměstnávaly širokou škálu zaměstnanců, nejrůznější formy dílen či tzv. outside of couture houses, které se staraly o ženy ze střední třídy. Naopak ženy, které pracovaly za nižší mzdy, si obvykle šily své oblečení samy.

### První polovina 20. století
Počet oděvních továren po celém světě rostl, stejně tak i nové způsoby šití oděvů. Nadále však přetrvávala tradice výroby v domácnostech či dílnách. Obrovskou tragédii měla na svědomí newyorská Triangle Shirtwaist Factory, kde došlo v březnu roku 1911 k požáru, který si vyžádal téměř 150 obětí z řad pracovnic továrny. Vše se změnilo v období válek, kdy došlo ke standardizaci výroby v důsledku omezení tkanin a vzniku funkčnějších stylů. Svět se vzpamatovával z hrůz války a obecného nedostatku a spotřebitelé začali vnímat hodnotu nákupu zboží po válce zcela odlišně. Ve velkých módních domech začaly produkce trendů pro jednotlivé sezóny – jaro, léto, podzim a zima.

### Druhá polovina 20. století
Během druhé poloviny 20. století došlo k největšímu rozkvětu v dějinách oděvního průmyslu. V 60. létech móda ovlivnila velké množství mladých lidí, kteří ji začali vnímat jako životní styl a poptávali cenově dostupné zboží. Módní značky musely udržet krok s rostoucí poptávkou, což vedlo k otevření obrovských továren v rozvojových zemích a tím k rozšíření fenoménu do celého světa. Za prvního průkopníka je považován švédský obchodník Erling Persson, který začal s oděvy po válce ve své zemi a poté expandoval v 80. letech do Londýna, kde se proslavil pod značkou H&M. Všechny dnes známé společnosti začínaly v 50. letech jako malé obchůdky, které se zaměřovaly na prodej cenově dostupného zboží. Rozšířily ho po celé Evropě a následně v 90. letech přešly na americký trh. Móda se stala světovým pojmem, který přitahoval denně tisíce lidí do obchodů po celém světě. 

### 21. století

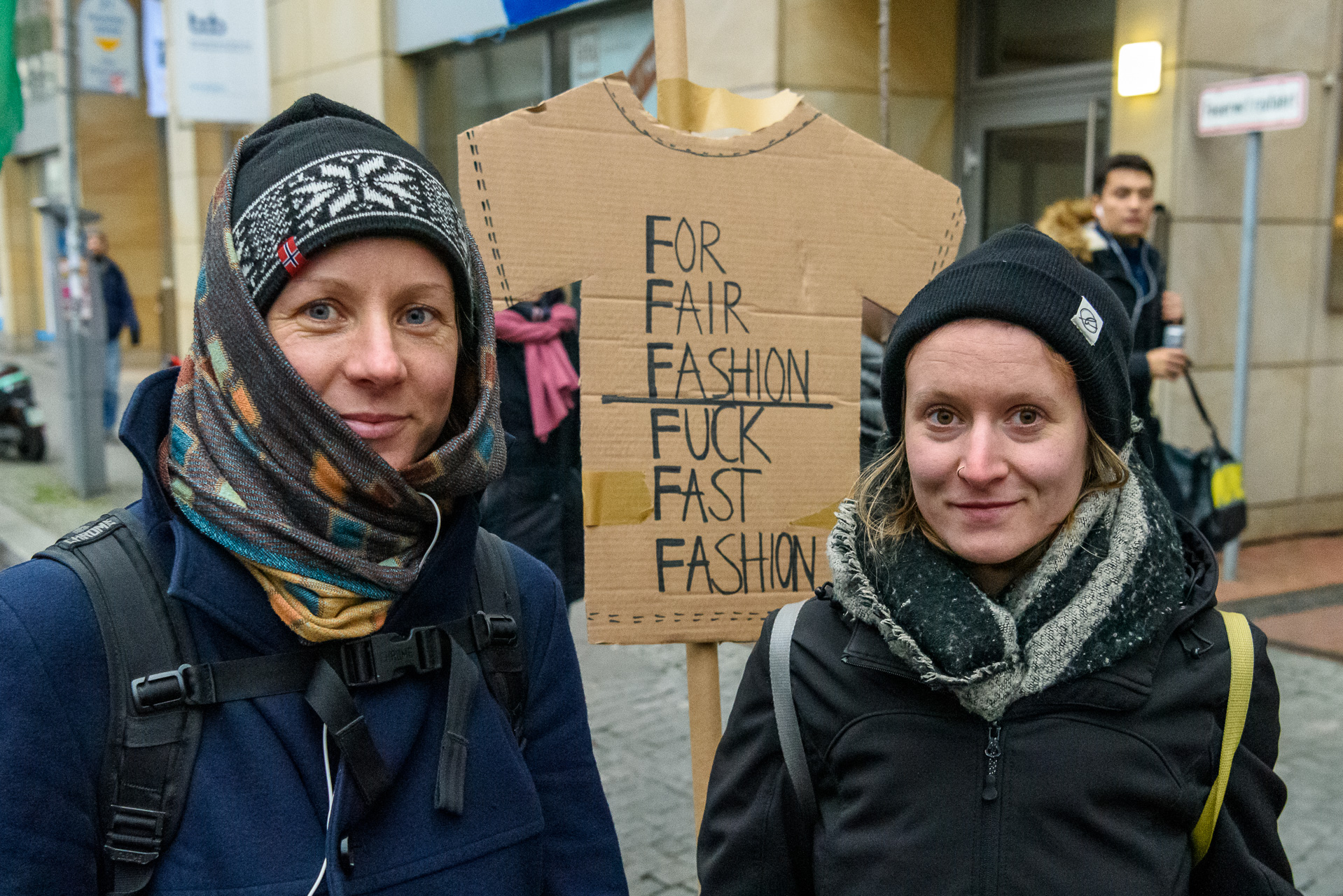
Demonstrantky proti rychlé módě na německé demonstraci Fridays For Future v roce 2019

Ve 21. století technologický pokrok umožnil lidem objednávat oděvy z pohodlí domova přes internet. Řada společností využívá k propagaci sociální sítě. Negativními stránkami online prodeje módy jsou mj. zvýšené množství odpadu nebo vyšší náklady na dopravu.
V roce 2019 byl počet ročně vyrobených oděvů dvojnásobný než v roce 2000. Od roku 2014 produkuje textilní průmysl 100 miliard kusů oděvu ročně, tedy zhruba 14 nových kusů oblečení pro každého člověka na planetě. Pokud toto odvětví neprojde zásadní reformou a poroste dál stejným tempem, bude textilní průmysl v roce 2050 zodpovědný za čtvrtinu uhlíkového znečištění.

## Produkce
Ve výrobě fast fashion kvantita převažuje nad kvalitou. Jde o výrobu co největšího množství kusů za co nejnižší náklady. Výroba proto probíhá v továrnách v rozvojových zemích Afriky či Asie. Z těchto zemí se oblečení rozváží do celého světa. V roce 2004 se oděvy vyvážely z téměř 75 % z rozvojových zemí.
Produkce fast fashion je nadměrně vysoká a probíhá v krátkém časovém úseku. Řada obchodních řetězců přichází s novou kolekcí každý měsíc. Jejich výrobky jsou sice levné, ale jejich kvalita je přímo úměrná jejich ceně.

## Quick response method
Metoda rychlé odezvy je metoda, která umožňuje výrobcům a maloobchodníkům sledovat stav a potřeby svých zásob v reálném čase. Dříve společnosti jednaly se svými partnery prostřednictvím systémů elektronické výměny dat, faxů či telefonátů. S příchodem internetu se obrátily k webovým systémům. QR se tak snaží spojit efektivitu nákladů a rozsahu vyplývající z globálního získávání zdrojů s rychlou a přesnou reakcí na požadavky trhu. Jako dobrý příklad mohou sloužit dvě společnosti, Zara a Primark.

## Dopady fast fashion

### Porušování lidských práv
Ve spojení s pojmem fast fashion se často mluví o takzvaných sweatshops, jinak sweat factory. Sweatshop je označení pro pracoviště, kde se nedodržují základní pracovní předpisy, což se týká nízkých mezd, dětské práce, přesčasů či absence bezpečného pracovního prostředí. To se ukázalo jako hlavní příčina zřícení sweat factory Rana Plaza na předměstí Dháky, hlavního města Bangladéše. V troskách této textilní továrny zahynulo 1134 lidí vinou nedbalosti vedoucích továrny.
Lidé v rozvojových zemích, kde se sweatshopy vyskytují, nemají mnohdy jinou možnost, než přijmout tuto práci, ač je špatně placena.

### Negativní vliv na životní prostředí
Podle Mezinárodního panelu pro změnu klimatu je módní průmysl zodpovědný až za 10 % emisí skleníkových plynů na světě. Může za to mnoho faktorů – spotřeba fosilních paliv při výrobě oblečení, přeprava a následná péče o oblečení.
Významnou roli hraje také spotřeba vody – roku 2015 bylo využito při výrobě oblečení 79 miliard kubíků vody, na jednu tunu oblečení bylo využito v průměru 200 tun vody. Nejvíce vody se využívá na produkci bavlny, dále pak na takzvané “mokré procesy”, tj. na bělení, tisk motivů a barvení. Opětovné využití odpadní vody je minimální – v roce 2010 to bylo pouhých 7 % z více než 9 miliard tun celkově spotřebované vody.
Problém také spočívá v množství vyprodukovaného odpadu, ať již při výrobě, nebo poté, co spotřebitel oblečení vyhodí. V zemích Evropské unie se ročně vyprodukuje 5,8 milionů tun textilního odpadu, který je mnohdy z materiálů, které se v přírodě nerozloží, například polyester či MMC.
Jak nakupovat odpovědně?
Pokud chcete snížit svůj dopad na životní prostředí a podpořit etický přístup k módě, můžete udělat několik jednoduchých kroků: Rychlá móda a její dopad na životní prostředí

## Odpovědi na fast fashion

### Zero waste fashion
Fenomén zero waste fashion se zabývá environmentální stránkou módy a snaží se zmenšit či odstranit objem textilního odpadu, který vzniká při výrobě oblečení ve stylu fast fashion. Dělí se na dva směry, které se u výrobku často překrývají. Pre-zákaznický přístup se zaměřuje na eliminaci odpadu vzniklého během výroby, například při stříhání látky a post-zákaznický přístup se snaží najít nové využití pro použité oblečení – ať už se jedná o opravy vad, přešívání na nový typ oblečení nebo prodej v second handech.

### Slow fashion
Pojem slow fashion, v českém překladu „pomalá móda“, se odvozuje od neologismu slow food a je protikladem k fast fashion. “Slow fashion movement” při výrobě oblečení klade důraz na respekt jak k lidem, tak k přírodě, přičemž toho dosahuje využíváním přírodních materiálů, lokálních výrobců a zpracovatelů, jimž je vyplácena řádná odměna za jejich práci.
Filosofie slow fashion je založena tom, aby oblečení vydrželo co nejdéle a tím pádem nezatěžovala planetu odpadem, což znamená, že podporuje nákup již použitého, jinak zvaného vintage oblečení.

## Značky
- ABOUT YOU
- adidas Originals
- Bershka
- Bianco
- Boohoo
- Bufallo
- C&A
- Calvin Klein
- COMMA
- CONVERSE
- Coton on
- Cropp
- EDITED
- Fashion Nova
- Forever21
- Gap
- GERRY VEBER
- Gucci
- Guess
- H&M
- House
- Karl Lagerfeld
- Khujo
- LASCANA
- Levi’s
- Lindex
- London Minga
- MANGO
- Marks & Spencer
- Missguided
- Mohito
- Monari
- NastyGall
- New Look
- New Yorker
- Next
- Nike
- ONLY
- Peek&Clopenburg
- PrettyLittleThing
- Primark
- Puma
- Reserved
- s.Oliver
- Savage X Fenty
- Shein
- Stradivarius
- Takko
- Tally Weijl
- Tamaris
- Tommy Hilfiger
- TopShop
- UNITED COLORS OF BENETTON
- Vero moda
- Zaful
- Zara